# Mauksch–Hintz-ház
A Mauksch–Hintz-ház Kolozsvár Főterének északkeleti sarkán álló műemlék épület. A romániai műemlékek  jegyzékében a CJ-II-m-B-07495 sorszámon szerepel.

## Története
A ház építésére vonatkozólag pontos adatok nincsenek, valószínűleg a 15. század végén, 16. század elején épülhetett a tér északi oldalának többi házával együtt. Pincéi a 16. század elején épülhettek, s valószínűleg a század végére emelettel is bővült. A lakóház valószínűleg ma is őrzi az egykori középkori épület magvát, kétmenetes, dongaboltozatos pincéje minden bizonnyal korai építési fázisainak egyikéhez kapcsolódik.
A város tulajdonában álló gyógyszertárat 1573-ban alapították és 1735-ig az egyedüli volt Kolozsvárott. A város eredetileg provisorokkal működtette, csak 1727-ben került magánkézbe. Első tulajdonosa Schwartz Sándor volt. Az épületet 1752-ben a gyógyszerész Mauksch család szerezte meg. Mauksch Tóbiás 1766-ban felújíttatta az épületet és gyógyszertárat alakított ki benne. Ekkor készültek el a falakat borító festmények, valamint a ház északi szárnyában húzódó, élkeresztboltozatos, földszinti helyiségének kagylódíszes stukkója.
A házat a 19. század elején a Szláby család szerezte meg, majd 1851-ben a Hintz családé lett. A 19. század végén átépítették, ekkor veszítette el egykori barokkos arculatát. Az épületet a városi tanács bizottsága 1902-ben országos vagy városi védelem alá helyezendő műemléknek minősítette. Az 1949-es államosításáig gyógyszertárként működött. 1954-ben Valeriu Bologa orvosprofesszor gyógyszerészeti múzeumot létesített benne, Orient Gyula gyűjteményét felhasználva. Orient gyűjteményét az Erdélyi Múzeum-Egyesületnek adományozta, melyet az Egylet felszámolása után az 1963-ban megalapított Történeti Múzeum gyűjteményébe olvasztottak. Szintén ugyanezekben az években vágták át az épület délkeleti földszinti helyiségének falait, és gyalogos átjárót alakítottak ki belőle, valamint ugyanekkor alakíthatták ki a mai, leegyszerűsített, jellegtelen homlokzatokat is.
Az épületben jelenleg is a Gyógyszerésztörténeti Múzeum működik, amely több mint 3000 kiállítási tárgyat őriz: edények, prések, mozsarak, mérlegek, laboratóriumi műszerek, gyógyszertári bútorok, gyógyszerek, vények, középkori gyógyszertári pecsétek
A Hintz család leszármazottai az 1970–1980-as években kivándoroltak a Német Szövetségi Köztársaságba. 1989 után a Hintz család leszármazottai bejelentették a ház visszaigénylését, és sikerült is visszakapniuk az ingatlant. Hintz György szemorvos kivásárolta a többi örököst, és 2019-ben elkezdte a ház felújítását, amely várhatóan 2022 közepén fejeződik be.

## Leírása
A ház klasszicista homlokzata az 1820-as évekből származik; a földszint és a pince azonban a reneszánsz korra utal. Az épület L alakú: a Főtérre nyíló rövidebb homlokzat négytengelyes, a hosszabbik pedig hat. A Mauksch–Hintz-ház két traktusba szervezett földszinti és pincehelyiségei boltozottak. A kőfalazatú, kőből rakott dongaboltozatokkal lefedett pincehelyiségek között három félkörívesen záródó, élszedett, középkori átjáró található. A földszint nyugati traktusának helyiségeit dongaboltozatok, a keleti traktusban a tér felőli első helyiséget fiókos dongaboltozat, a másodikat élkeresztboltozat, a többit álmennyezetek fedik. A ház összes emeleti helyisége síkmennyezetes. Az egykori iroda helyiségében található 1752-ből származó magyar nyelvű freskó a gyógyszertár történetét vázolja. A freskót 1898-ban Koleszár András restaurálta. Az épület sarkánál az árkádos gyalogátjáró 1960-ban épült